# Приложение (лингвистика)
Приложе́ние (аппозитив) —  определение, выраженное существительным, которое может быть согласованным с определяемым словом, например ночевала тучка золотая на груди утёса-великана, или несогласованным. Приложения могут обозначать различные качества предмета, указывать на возраст, национальность, профессию и другие признаки, например:
1. Бабушка-старушка из окна глядит.
2. Река Дон разлилась.

Подчеркивается, как и определение, волнистой линией.
Имя собственное при сочетании с нарицательным существительным может быть приложением тогда, когда оно не называет лицо. Например, в предложении 
Район «Уралмаш» находится на севере Екатеринбурга
 приложением будет слово «Уралмаш». Если же имя собственное указывает на лицо: 
Космонавт Савицкая вышла в открытый космос,
то имя собственное является подлежащим, с которым согласуется (по женскому роду) сказуемое, а нарицательное существительное космонавт является приложением.
В случае, если рядом с приложением — нарицательным существительным стоит определяемое слово, тоже являющееся нарицательным существительным, их обычно объединяют дефисом: ковёр-самолёт, монах-аскет.
Когда за нарицательным существительным следует имя собственное, дефис не ставится (боксёр Иванов), но существуют сочетания, при которых нарицательное идёт за именем собственным, тогда между ними стоит дефис: Волга-матушка, Москва-река, Иван-дурак, Соловей-разбойник.
Приложение, как правило, согласовано по падежу с определяемым словом. Существуют исключения, при которых приложение может быть поставлено в падеж, отличный от определяемого слова: это названия — имена собственные и прозвища.
Если приложение, стоящее перед главным словом, можно заменить однокоренным прилагательным, то дефис после приложения не ставится.
Например: «старик сторож» (приложение — старик, главное слово сторож, старик можно заменить на «старый» — старый сторож), и сторож-старик (дефис ставится, потому что приложение и главное слово нарицательные).

## Примеры
Примеры типичных приложений (выделены курсивом): Володя, отличник, первым поднял руку. Иван-пастух гнал коров по полю.
Примеры исключений:
1. Названия — имена собственные, как правило, выделяемые кавычками. Здесь используется именительный падеж независимо от формы определяемого слова.
  - Названия органов печати, литературных произведений. В газете «Коммерсант». В романе «Молодая гвардия».
  - Названия предприятий. На заводе «Красное Сормово». Захват предприятия «ЮКОС».
2. Прозвища. У Всеволода Большое Гнездо было восемь сыновей.
3. Не ставится дефис после слов, являющихся общепринятыми обращениями: Гражданин фининспектор! Простите за беспокойство.